# Запретная планета
«Запретная планета» (англ. Forbidden Planet) — американский научно-фантастический фильм 1956 года, один из центральных представителей американской кинофантастики 1950-х годов, оказавший определяющее влияние на развитие жанра.
В 2013 году фильм вошёл в Национальный реестр фильмов Соединённых Штатов Америки.

## Сюжет
Космический корабль C57-D со спасательной экспедицией летит к планете Альтаир IV, где некогда была колония землян, основанная экипажем корабля «Беллерофонт». Ещё на орбите планеты командор Джон Адамс (Лесли Нильсен) получает с поверхности предупреждение об опасности посадки, но принимает на себя риск и сажает корабль.
На Альтаире IV живут только доктор Морбиус (Уолтер Пиджон), родившаяся и выросшая на планете его дочь Альтаира (Энн Фрэнсис) и сконструированный Морбиусом робот Робби. Пока офицеры знакомятся с наполненным чудесами техники и напоминающим земной рай жильём Морбиуса, на корабль нападает таинственное невидимое чудовище, которое убивает одного из членов экипажа. Предпринятые меры безопасности поначалу оказываются малоэффективны, но в конце концов чудовище удаётся остановить силовыми полями и отогнать огнём из бластеров.
Оказывается, под поверхностью планеты существует созданная исчезнувшей цивилизацией креллов титаническая машина, которая способна воплощать мысленные образы того, кто научится ею управлять. Именно с помощью этой машины и знаний креллов Морбиус создал своё чудесное жилище. Но он не учёл того, что машина воспринимает и образы, не контролируемые сознанием — так возник «монстр подсознания» (ида), некогда уничтоживший «Беллерофонт» с экипажем, а теперь нападающий на экипаж корабля C57-D.
Морбиус не в состоянии совладать с ревностью по отношению к астронавтам, которые, устав от мужской компании, так и вьются вокруг его дочери, и именно эти негативные эмоции питают невидимого монстра. Морбиус активирует самоуничтожение машины креллов через 24 часа, которое невозможно остановить. Командор Адамс принимает решение улететь с планеты, забрав с собой на Землю Альтаиру. Находясь в космосе на безопасном расстоянии, Адамс, Альтаира и команда космического корабля наблюдают вспышку от взрыва планеты.

## Сценарий
Фильм с рабочим названием «Смертельная планета» стал первым крупнобюджетным проектом студии Metro-Goldwyn-Mayer в области научной фантастики. Желая расширить потенциальную аудиторию фильма, создатели фильма наполнили сценарий отсылками к шекспировской «Буре» и популярному в то время психоанализу, что воспринимается некоторыми зрителями как оскорбление: «Желание авторов козырнуть знакомством с теориями психоанализа превращает фильм в шедевр китча, — рассуждает М. Трофименков. — Жалко, что доктор Фрейд не дожил до создания фильма: такой интерпретации психоанализа он не смог бы увидеть даже в кокаиновом угаре».

## В ролях
- Лесли Нильсен — командир Дж. Дж. Адамс
- Энн Фрэнсис — Альтаира Морбиус
- Уолтер Пиджон — доктор Морбиус
- Уоррен Стивенс — доктор Остроу
- Джек Келли — лейтенант Джерри Фарман
- Ричард Андерсон — Куинн
- Эрл Холлиман — кок

## Номинации и награды
- 1957 — номинация на премию «Оскар» за лучшие спецэффекты.
- 1982 — зачисление в Зал славы научно-фантастических фильмов премии «Балрог».
- 2007 — номинация на премию «Сатурн» за лучший классический выпуск на DVD.

## Музыка
«Запретная планета» — едва ли не первый фильм, вся звуковая дорожка которого состоит из одной только электронной музыки. «Электронные тональности» (как названо музыкальное сопровождение в титрах) были разработаны супругами Бебе и Луис Баррон (англ.).

## Костюмы
Костюмы для Альтаиры сделала художник-костюмер Хелен Роуз. Из-за миниюбок фильм не показывали в Испании до 1967 года. Остальные костюмы сделал Уолтер Планкетт.
Многие костюмы и экипировка в последствии повторно использовались на съёмках телесериала «Сумеречная зона».

## Влияние
Футуристичность дизайна и музыки означали прорыв в области кинофантастики. «Запретная планета» признана первым фильмом, который давал зрителям почувствовать себя (хотя бы время от времени) на другой планете. Многие из находок, сделанных при работе над лентой, были подхвачены и растиражированы другими киношниками, превратившись в затёртые штампы. Робот Робби, к примеру, считается прямым предшественником забавных роботов из «Звёздных войн» Джорджа Лукаса. Идея инопланетного сознания, которое порождает осязаемые предметы, была подхвачена Станиславом Лемом в «Солярисе» (1961).
Внешний вид астронавтов C57-D, их отношения друг с другом («затянутые в комбинезоны суровые космолётчики, усердно изображающие на волевых лицах мыслительные усилия») были использованы создателями телесериала «Звёздный путь».